# Fredius platyacanthus
Fredius platyacanthus is een krabbensoort uit de familie van de Pseudothelphusidae. De wetenschappelijke naam van de soort is voor het eerst geldig gepubliceerd in 1992 door Rodríguez & Pereira.